# Sistema culinario
Se llama sistema culinario al conjunto de ingredientes, condimentos y procedimientos compartido en un contexto histórico y territorial dado.
Los sistemas culinarios se caracterizan y diferencian entre sí a través de dos criterios: de una parte, el que tengan o no en el grano su base alimentaria ha diferenciado a una inmensa mayoría de la población, que durante siglos ha comido sobre todo cereal y legumbres, de una minoría o élites, necesariamente objetivables en cada contexto histórico y territorial, que apenas han probado ese cereal, salvo en raciones mínimas y en sus variedades más ricas y depuradas. Junto a esta divisoria horizontal, un segundo criterio delimita dentro de esa inmensa mayoría granívora, de acuerdo al cereal o grupos de cereales que se hayan consumido y los demás ingredientes, condimentos y procedimientos que los acompañen. El modo en que éstos se combinen genera, para cada sistema culinario, diversas cocinas y múltiples resultados culinarios.

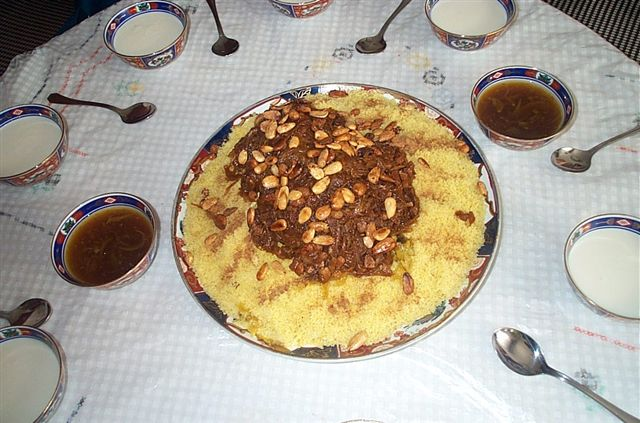
Figura 1

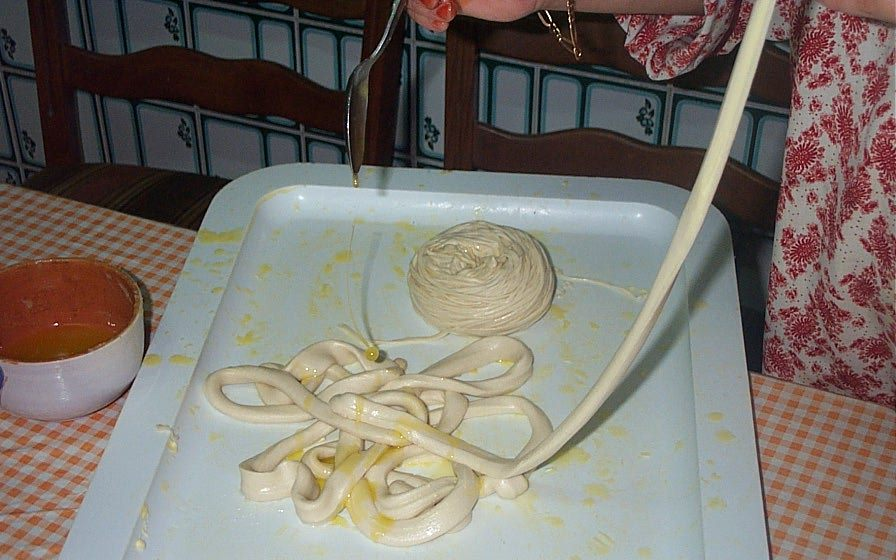
Figura 2

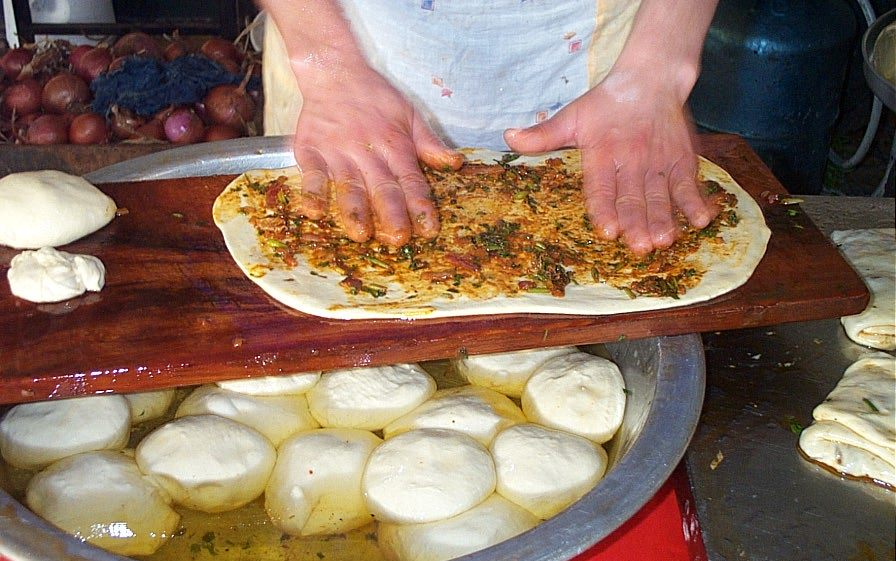
Figura 3

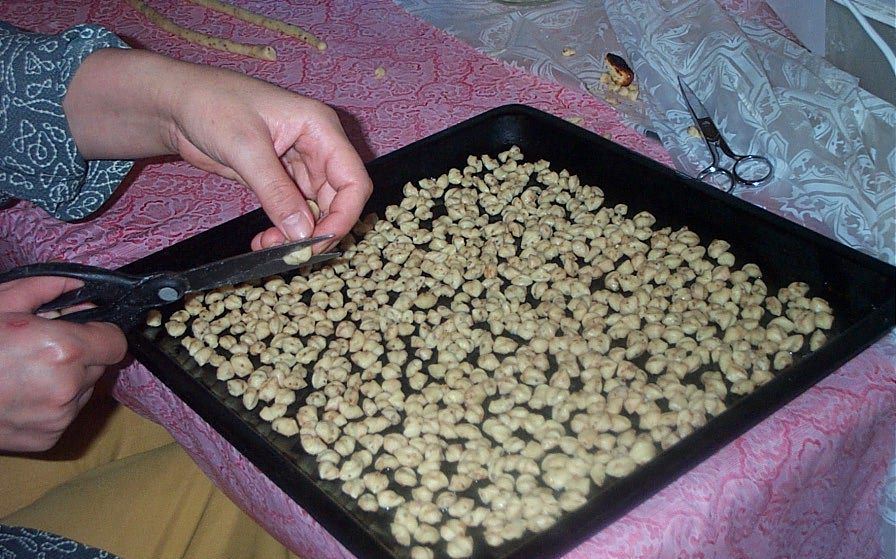
Figura 4
----
Figuras 1 a 4 Cada tipología culinaria comprende elaboraciones diversas. Estas imágenes son algunas variantes de la tipología culinaria del Mediterráneo Cereales (harinas, sémolas, bolas, hojas, fideos, pastas, tortitas, panes), condimentados con grasas, hierbas, especias y frutos secos, en dulce (azúcar, canela, vainilla, lácteos) o salado (carnes, pescados y hortalizas) y moldeados, amasados, cocidos, vaporizados, horneados, fritos o regados

## Las tipologías culinarias
Se llama tipología culinaria a un prototipo conformado históricamente en el contexto de un sistema culinario. Son combinaciones de ingredientes, condimentos y procedimientos repetidos durante siglos. Antes de llegar a la receta o al plato, hay que pasar, desde el punto de vista analítico, por la tipología, que no es sino una referencia: el trigo panificado, la torta de maíz, el arroz cocido, la sémola cocida y engrasada; hay muchas sémolas, muchos cuscús, pero todos forman parte de esa tipología.
Cada sistema culinario comprende muchas cocinas, sabores antagónicos, innumerables recetas. Pero bajo esa constante diversidad que es la cocina, subyace el sistema y brotan las tipologías, que permiten comprender lo que acerca y separa a los comensales.

## Las cocinas y los mapas culinarios
Un sistema culinario pueden desplegarse en muchas cocinas y múltiples resultados culinarios. No supone la existencia de cocinas semejantes, pues, a partir de esa abstracción que es el sistema, las posibilidades de combinación son muchas y cada manera de seleccionar la proporción en que se agrupan sus distintos elementos puede dar lugar a cocinas distintas. Del mismo modo, cualquier elaboración de una determinada cocina puede originar muchos resultados culinarios: basta con que se seleccione una grasa sobre otra, que se eche más cantidad de tal o cual condimento o ingrediente, o tan sólo que cambien la textura o la temperatura, y un mismo plato tendrá sabor distinto.
De ahí que el paso de los sistemas culinarios a las cocinas y de éstas a las elaboraciones, se pueda entender como un proceso de multiplicación y, en último extremo, de atomización. Pero ese proceso no es caprichoso, sino que se construye a partir de las relaciones que se establecen entre las siguientes variables y unidades territoriales, políticas y/o distribuidoras: de una parte, estructura social, etnia, ocupación, género y religión; y, de otra, la comarca histórica, la ciudad, la región, el estado y las redes de distribución alimentaria. El modo en que unas y otras se articulan en un contexto histórico y territorial dado conforma los mapas culinarios. En definitiva, se producen, por interrelación de todos los criterios expuestos, unos mapas culinarios dinámicos y diacrónicos que no se ajustan necesariamente a las fronteras administrativas. Son planos que se entrecruzan y cuyos brazos tienen radios distintos, fruto de las variables mencionadas.

## El sistema culinario mediterráneo
El sistema culinario de la mayoría de los mediterráneos se ha definido históricamente a través de la siguiente comunidad de ingredientes, condimentos y procedimientos: como base, los cereales, sobre todo trigo, pero también cebada, centeno, mijo y espelta, y las legumbres: habas, garbanzos, alubias y lentejas; entre los ingredientes secundarios, pocas carnes, sobre todo caprino y ovino, pescados en la costa y una amplia gama de hortalizas y frutas en su mayoría importadas a lo largo de la historia. Como condimentos, entre las grasas, aceite de oliva y mantecas de vaca y cerdo -desde el punto de vista culinario, no nutricional, las grasas son un condimento- y una larga serie de hierbas aromáticas y especias, entre las que cabe destacar tomillo, orégano, romero, comino, cilantro, ruda, albahaca, perejil, hierbabuena, nuez moscada, pimienta, azafrán, clavo y canela. Y, para finalizar, estos procedimientos: adobar, afinar, aliñar, asar, amasar, batir, cernir, cocer, condimentar, dorar, empanar, estirar, estofar, freír, gratinar, hojaldrar, hornear, macerar, majar, mechar, picar, rallar, rebozar, redondear, regar, rehogar, rellenar, salpicar, triturar, trocear, untar y vaporizar.
Unos y otros no se han distribuido de modo semejante a lo largo de la dilatada historia de tan extenso mundo. Los mediterráneos de todos los tiempos no han comido lo mismo, ni siquiera tratándose de combinaciones tan repetidas como la de pan, aceite y ajo. Las combinaciones que se producen a partir del sistema culinario pueden resultar casi incontables.
Esa diversidad se construye en función de las variables que constituyen a su población (estructura social, etnia, ocupación, género y religión), que generan distintas identidades alimentarias. Pero esas diferencias son compatibles con pertenecer al mismo sistema culinario y compartir un conjunto de ingredientes, condimentos y procedimientos.

## Las tipologías culinarias del Mediterráneo
Las tipologías culinarias del Mediterráneo son aquellos prototipos que se han difundido entre sus pueblos y han perdurado el tiempo necesario para que llegaran a caracterizar a sus cocinas. Algunas tipologías existían ya en el mundo clásico; otras tienen su origen en las cocinas medievales judías, cristianas o musulmanas; o provienen de la incorporación de productos americanos en la Edad Moderna o incluso en la Contemporánea; otras se fraguaron en las cocinas regionales del XIX y XX. En cualquier caso, son grandes éxitos de las cocinas mediterráneas, formas de combinar sus ingredientes, condimentos y procedimientos, que han pasado de generación en generación y son reconocidas como propias por los mediterráneos.
Algunas tipologías pueden parecer semejantes a las de otros sistemas culinarios. Es el caso de las legumbres cocidas y condimentadas con grasas, hierbas y hortalizas; las carnes y pescados rellenos, guisados u horneados; los fritos de pescados, carnes y hortalizas condimentados; o los dulces y panes de sartén. Existen en otros sistemas, pero no con el conjunto de ingredientes, condimentos y procedimientos que caracteriza al sistema culinario mediterráneo.